# تشارلتون هيل
تشارلتون هيل (بالإنجليزية: Charlton Hill)‏ هو مغني أسترالي، ولد في 4 أبريل 1975.

## وصلات خارجية
- تشارلتون هيل على موقع ميوزك برينز (الإنجليزية)